# Snelle Loop
De Snelle Loop is een beekje in de Nederlandse provincie Noord-Brabant, dat tegenwoordig afwatert van het Defensiekanaal en van daar uit naar het westen stroomt.
Ter hoogte van Milheeze splitst de Esperloop zich van de Snelle Loop af en loopt ten zuiden van de Nederheide verder om ter hoogte van de buurtschap Grotel deze beek weer op te nemen.
Daarna buigt de Snelle Loop af naar het noordwesten om tussen Gemert en Beek en Donk. Kaarsrecht verder naar het noorden stromend neemt het riviertje nog de Rips op om niet lang daarna, iets ten zuiden van buurtschap Koks, de Aa te bereiken.

## Landweer
De Snelle Loop vormt de gemeentegrens tussen de gemeenten Laarbeek en Gemert-Bakel, en meer naar het oosten vormde ze over enige kilometers de grens tussen de voormalige gemeenten Bakel en Milheeze en Gemert. Het rechte karakter van de beek is geen gevolg van de kanalisatie, maar grotendeels origineel. De Snelle Loop is geen natuurlijke beek, maar een gegraven waterloop die deel uitmaakte van een in de veertiende eeuw opgeworpen landweer. Deze is in 2020 in het kader van de aanleg van een ecologische verbindingszone deels hersteld.